# لیونل شاربونیه
لیونل شاربونیه (فرانسوی: Lionel Charbonnier‎، زاده ۲۵ اکتبر ۱۹۶۶) بازیکن سابق و مربی فوتبال اهل فرانسه است
وی سابقه بازی در تیم‌هایی همچون اوسر و باشگاه فوتبال رنجرز را دارد.